# Pont-rivière du ravin Saint-Julien
Le pont-rivière du ravin Saint-Julien, aussi appelé pont-canal du ravin Saint-Julien, est un pont-rivière de France situé en Savoie, dans la vallée de la Maurienne, à Saint-Julien-Mont-Denis. Il permet au ravin Saint-Julien de franchir l'autoroute A43 juste avant sa confluence avec l'Arc.